# Simon & Simon
Simon & Simon, amerikansk TV-serie från 1981 av Philip DeGuere med Gerald McRaney och Jameson Parker m.fl.

## Handling
Serien handlar om två bröder vid namn Rick och A.J (står för "Andrew Jackson") som tillsammans äger en detektivbyrå. Bröderna är väldigt olika då A.J tycker om att leva flott och klä sig i eleganta kläder och gå på fina restauranger medan Rick bor i en husbåt och vill leva enkelt. Tillsammans löser de olika uppdrag som de får.

## Om serien
Det gjordes åtta säsonger innan serien lades ned och då hade den kommit upp i hela 157 avsnitt.